# Lindera delicata
Lindera delicata är en lagerväxtart som beskrevs av Kostermans. Lindera delicata ingår i släktet Lindera och familjen lagerväxter. Inga underarter finns listade i Catalogue of Life.